# Mutua Madrid Open 2019
Madrid Open 2019 (спонсор - Mutua) — професійний тенісний турнір, що проходив на відкритих кортах з ґрунтовим покриттям Park Manzanares у Мадриді (Іспанія). Це був 18-й за ліком турнір серед чоловіків і 11-й - серед жінок. Належав до категорії Мастерс у рамках Туру ATP 2019 і серії Premier Mandatory в рамках Туру WTA 2019. Тривав з 3 до 12 травня 2019 року. Став останній професійним змаганням для іспанця Давида Феррера, якому організатори дали вайлд-кард.
Йон Ціріак, власник турніру, у квітні 2019 року оголосив, що продовжив спонсорський контракт з Mutua Madrid Open ще на 10 року, до 2031 року. За це він отримає від міста 30 млн. євро.

## Очки і призові

### Нарахування очок
| Дисципліна                 | П    | Ф   | ПФ  | ЧФ  | 1/8 | 1/16 | 1/32 | Q   | Q2  | Q1  |
| Чоловіки, одиночний розряд | 1000 | 600 | 360 | 180 | 90  | 45   | 10   | 25  | 16  | 0   |
| Чоловіки, парний розряд    | 1000 | 600 | 360 | 180 | 90  | 10   | Н/Д  | Н/Д | Н/Д | Н/Д |
| Жінки, одиночний розряд    | 1000 | 650 | 390 | 215 | 120 | 65   | 10   | 30  | 20  | 2   |
| Жінки, парний розряд       | 1000 | 650 | 390 | 215 | 120 | 10   | Н/Д  | Н/Д | Н/Д | Н/Д |

### Призові гроші
| Дисципліна                 | П          | F        | ПФ       | ЧФ       | 1/8     | 1/16    | 1/32    | Q2     | Q1     |
| Чоловіки, одиночний розряд | €1,202,520 | €608,700 | €312,215 | €160,920 | €80,620 | €42,220 | €23,790 | €9,105 | €4,550 |
| Жінки, одиночний розряд    | €1,202,520 | €608,700 | €312,215 | €160,920 | €80,620 | €42,220 | €23,790 | €9,105 | €4,550 |
| Чоловіки, парний розряд    | €357,540   | €174,490 | €87,460  | €44,560  | €23,510 | €12,580 | Н/Д     | Н/Д    | Н/Д    |
| Жінки, парний розряд       | €357,540   | €174,490 | €87,460  | €44,560  | €23,510 | €12,580 | Н/Д     | Н/Д    | Н/Д    |

## Учасники основної сітки в рамках чоловічого турніру

### Сіяні учасники
Нижче подано список сіяних гравців. Посів ґрунтується на рейтингу ATP станом на 29 квітня 2019. Рейтинг і очки перед наведено на 6 травня 2019.
| Сіяний | Рейтинг | Гравець                | Очки перед | Очки, що захищає | Очки здобуті | Очки після | Підсумок                                       |
| ------ | ------- | ---------------------- | ---------- | ---------------- | ------------ | ---------- | ---------------------------------------------- |
| 1      | 1       | Новак Джокович         | 11,160     | 45               | 1000         | 12,115     | Чемпіон, — Стефанос Ціціпас [8]                |
| 2      | 2       | Рафаель Надаль         | 7,765      | 180              | 360          | 7,945      | півфінал, його переміг Стефанос Ціціпас [8]    |
| 3      | 4       | Александр Зверєв       | 5,565      | 1,000            | 180          | 4,745      | чвертьфінал, його переміг Стефанос Ціціпас [8] |
| 4      | 3       | Роджер Федерер         | 5,590      | 0                | 180          | 5,770      | чвертьфінал, його переміг Домінік Тім [5]      |
| 5      | 5       | Домінік Тім            | 5,085      | 600              | 360          | 4,845      | півфінал, його переміг Новак Джокович [1]      |
| 6      | 7       | Кей Нісікорі           | 3,780      | 10               | 90           | 3,860      | 3 коло, його переміг Стен Вавринка             |
| 7      | 8       | Хуан Мартін дель Потро | 3,225      | 90               | 10           | 3,145      | 2-ге коло, його переміг Ласло Дьєр             |
| 8      | 9       | Стефанос Ціціпас       | 3,190      | 0                | 600          | 3,790      | Фіналіст,, його переміг Новак Джокович [1]     |
| 9      | 11      | Марин Чилич            | 2,845      | 0                | 180          | 3,025      | чвертьфінал знялись через харчове отруєння     |
| 10     | 12      | Фабіо Фоніні           | 2,840      | 10               | 90           | 2,920      | 3 коло, його переміг Домінік Тім [5]           |
| 11     | 13      | Карен Хачанов          | 2,685      | 10               | 45           | 2,720      | 2-ге коло, його переміг Фернандо Вердаско      |
| 12     | 14      | Данило Медведєв        | 2,625      | 10               | 10           | 2,625      | 1 коло, його переміг Гвідо Пелья               |
| 13     | 15      | Борна Чорич            | 2,525      | 90               | 10           | 2,445      | 1 коло, його переміг Люка Пуй                  |
| 14     | 17      | Ніколоз Басілашвілі    | 1,930      | 35               | 10           | 1,905      | 1 коло, його переміг Френсіс Тіафо             |
| 15     | 18      | Гаель Монфіс           | 1,920      | 45               | 90           | 1,965      | 3 коло, його переміг Роджер Федерер [4]        |
| 16     | 19      | Марко Чеккінато        | 1,875      | (45)†            | 10           | 1,840      | 1 коло, його переміг Дієго Шварцман            |

† 2018 року гравець не кваліфікувався на турнір. Тож його очки за потрапляння до 18-ти найкращих відраховано.
Гравці, які були б посіяні, якби не знялись з турніру. 
| Рейтинг | Гравець        | Очки перед | Очки, що захищає | Очки після | Причина               |
| ------- | -------------- | ---------- | ---------------- | ---------- | --------------------- |
| 6       | Кевін Андерсон | 4,115      | 360              | 3,755      | травма правого ліктя  |
| 10      | Джон Ізнер     | 3,085      | 180              | 2,950‡     | Травма лівої ступні   |
| 16      | Мілош Раоніч   | 2,050      | 90               | 1,960      | Травма правого коліна |

‡ The player is entitled to use an exemption to skip the tournament and substitute his 18th best result (45 points) in its stead.

### Інші учасники
Учасники, що отримали вайлд-кард на участь в основній сітці:
- Фелікс Оже-Аліассім
- Alejandro Davidovich Fokina
- Давид Феррер
- Jaume Munar

Учасниця, що потрапила в основну сітку завдяки захищеному рентингові into the main draw:
- Жо-Вілфрід Тсонга

Нижче наведено гравців, які пробились в основну сітку через стадію кваліфікації:
- Hugo Dellien
- Тейлор Фріц
- П'єр-Юг Ербер
- Губерт Гуркач
- Мартін Кліжан
- Рейллі Опелка
- Альберт Рамос Віньйолас

Як щасливий лузер в основну сітку потрапили такі гравці:
- Адріан Маннаріно

### Відмовились від участі
До початку турніру
- Кевін Андерсон → його замінив  Ян-Леннард Штруфф
- Джон Ізнер → його замінив  Андреас Сеппі
- Мілош Раоніч → його замінив  Раду Албот
- Жо-Вілфрід Тсонга → його замінив  Адріан Маннаріно

Під час турніру
- Марин Чилич

### Знялись
- Рейллі Опелка

## Учасники основної сітки в парному розряді

### Сіяні пари
| Країна          | Гравець               | Країна    | Гравець       | Рейтинг1 | Сіяний |
| --------------- | --------------------- | --------- | ------------- | -------- | ------ |
| Франція         | П'єр-Юг Ербер         | Франція   | Ніколя Маю    | 9        | 1      |
| Польща          | Лукаш Кубот           | Бразилія  | Марсело Мело  | 11       | 2      |
| Велика Британія | Джеймі Маррей         | Бразилія  | Бруно Соарес  | 17       | 3      |
| Колумбія        | Хуан Себастьян Кабаль | Колумбія  | Роберт Фара   | 20       | 4      |
| Хорватія        | Нікола Мектич         | Хорватія  | Франко Шкугор | 23       | 5      |
| Австрія         | Олівер Марах          | Хорватія  | Мате Павич    | 25       | 6      |
| США             | Боб Браян             | США       | Майк Браян    | 32       | 7      |
| Фінляндія       | Генрі Контінен        | Австралія | Джон Пірс     | 35       | 8      |

- Рейтинг подано станом на 29 квітня 2019.

### Інші учасники
Нижче наведено пари, які отримали вайлдкард на участь в основній сітці: 
- Роберто Карбальєс Баена /  Jaume Munar
- Нік Киріос /  Бернард Томіч
- Давід Марреро /  Фернандо Вердаско

Наведені нижче пари отримали місце як заміна:
- Остін Крайчек /  Артем Сітак

### Відмовились від участі
До початку турніру
- Ніколя Маю

Під час турніру
- Марсело Демолінер
- Григор Димитров
- Данило Медведєв

### Знялись
- Марсель Гранольєрс

## Учасниці основної сітки в рамках жіночого турніру

### Сіяні пари
Нижче подано список сіяних гравчинь. Посів визначено на основі рейтингу WTA станом на 29 квітня 2019. Рейтинг і очки перед наведено на 6 травня 2019.
| Сіяна | Рейтинг | Гравчиня            | Очки перед | Очки, що захищає | Очки здобуті | Очки після | Підсумок                                                         |
| ----- | ------- | ------------------- | ---------- | ---------------- | ------------ | ---------- | ---------------------------------------------------------------- |
| 1     | 1       | Наомі Осака         | 6,151      | 10               | 215          | 6,356      | чвертьфінал, її перемогла Белінда Бенчич                         |
| 2     | 2       | Петра Квітова       | 5,835      | 1,000            | 215          | 5,050      | чвертьфінал, її перемогла Кікі Бертенс [7]                       |
| 3     | 3       | Сімона Халеп        | 5,682      | 215              | 650          | 6,117      | Runner-up,, її перемогла Кікі Бертенс [7]                        |
| 4     | 4       | Анджелік Кербер     | 5,220      | 0                | 65           | 5,285      | 2-ге коло знялись через травму правого гомілковостопного суглоба |
| 5     | 5       | Кароліна Плішкова   | 5,111      | 390              | 65           | 4,786      | 2-ге коло, її перемогла Катерина Козлова [Q]                     |
| 6     | 6       | Еліна Світоліна     | 4,921      | 65               | 10           | 4,866      | 1 коло, її перемогла Полін Пармантьє                             |
| 7     | 7       | Кікі Бертенс        | 4,760      | 650              | 1000         | 5,110      | Champion, — Сімона Халеп [3]                                     |
| 8     | 8       | Слоун Стівенс       | 4,386      | 120              | 390          | 4,656      | півфінал, її перемогла Кікі Бертенс [7]                          |
| 9     | 9       | Ешлі Барті          | 4,275      | 65               | 215          | 4,425      | чвертьфінал, її перемогла Сімона Халеп [3]                       |
| 10    | 10      | Арина Соболенко     | 3,520      | 30               | 10           | 3,500      | 1 коло, її перемогла Світлана Кузнецова [WC]                     |
| 11    | 12      | Каролін Возняцкі    | 3,362      | 120              | 10           | 3,252      | 1 коло знялася проти Алізе Корне                                 |
| 12    | 13      | Анастасія Севастова | 3,185      | 65               | 120          | 3,240      | 3 коло, її перемогла Кікі Бертенс [7]                            |
| 13    | 14      | Медісон Кіз         | 3,010      | 10               | 10           | 3,010      | 1 коло, її перемогла Сорана Кирстя [WC]                          |
| 14    | 15      | Анетт Контавейт     | 2,965      | 120              | 10           | 2,855      | 1 коло, її перемогла Олександра Соснович                         |
| 15    | 16      | Ван Цян             | 2,815      | 10               | 10           | 2,815      | 1 коло, її перемогла Донна Векич                                 |
| 16    | 17      | Юлія Гергес         | 2,630      | 120              | 10           | 2,520      | 1 коло, її перемогла Вікторія Кужмова                            |

The following player would have been seeded, but she знялись from the event. 
| Рейтинг | Гравчиня       | Очки перед | Очки, що захищає | Очки після | Причина                 |
| ------- | -------------- | ---------- | ---------------- | ---------- | ----------------------- |
| 11      | Серена Вільямс | 3,461      | 0                | 3,461      | Conflicts with Met Gala |

### Інші учасниці
Нижче наведено учасниць, які отримали вайлд-кард на участь в основній сітці:
- Лара Арруабаррена
- Ірина-Камелія Бегу
- Сорана Кирстя
- Світлана Кузнецова
- Сара Соррібес Тормо

Нижче наведено гравчинь, які пробились в основну сітку через стадію кваліфікації:
- Маргарита Гаспарян
- Полона Герцог
- Марта Костюк
- Катерина Козлова
- Крістіна Младенович
- Крістина Плішкова
- Анна Кароліна Шмідлова
- Віра Звонарьова

### Відмовились від участі
До початку турніру
- Б'янка Андрееску (травма плеча) → її замінила  Полін Пармантьє
- Каміла Джорджі → її замінила  Кірстен Фліпкенс
- Марія Шарапова (травма плеча) → її замінила  Алізе Корне
- Серена Вільямс → її замінила  Петра Мартич
- Вінус Вільямс → її замінила  Дарія Гаврилова

Під час турніру
- Анджелік Кербер (травма правого гомілковостопного суглоба)

### Знялись
- Донна Векич (right травма стегна)
- Каролін Возняцкі (травма поперекового відділу хребта)

## Учасниці основної сітки в парному розряді

### Сіяні пари
| Країна            | Гравчиня             | Країна            | Гравчиня          | Рейтинг1 | Сіяна |
| ----------------- | -------------------- | ----------------- | ----------------- | -------- | ----- |
| Чехія             | Барбора Крейчикова   | Чехія             | Катерина Сінякова | 3        | 1     |
| США               | Ніколь Мелічар       | Чехія             | Квета Пешке       | 25       | 2     |
| Австралія         | Саманта Стосур       | КНР               | Ч Шуай            | 28       | 3     |
| Бельгія           | Елісе Мертенс        | Білорусь          | Арина Соболенко   | 29       | 4     |
| Китайський Тайбей | Сє Шувей             | Чехія             | Барбора Стрицова  | 30       | 5     |
| Канада            | Габріела Дабровскі   | КНР               | Сюй Їфань         | 30       | 6     |
| Китайський Тайбей | Чжань Хаоцін         | Китайський Тайбей | Латіша Чжань      | 32       | 7     |
| Німеччина         | Анна-Лена Гренефельд | Нідерланди        | Демі Схюрс        | 36       | 8     |

- Рейтинг подано станом на 29 квітня 2019.

### Інші учасниці
Нижче наведено пари, які отримали вайлдкард на участь в основній сітці:
- Альона Большова /  Аранча Парра Сантонха
- Андрея Міту /  Олександра Панова
- Олена Остапенко /  Віра Звонарьова

Наведені нижче пари отримали місце як заміна:
- Олександра Соснович /  Леся Цуренко

### Відмовились від участі
До початку турніру
- Лара Арруабаррена (right травма стегна)

## Переможці та фіналісти

### Одиночний розряд, чоловіки
- Новак Джокович —  Стефанос Ціціпас, 6–3, 6–4

### Одиночний розряд, жінки
- Кікі Бертенс —  Сімона Халеп, 6–4, 6–4

### Парний розряд, чоловіки
- Жан-Жульєн Роєр /  Горія Текеу —  Дієго Шварцман /  Домінік Тім 6–2, 6–3.

### Парний розряд, жінки
- Сє Шувей /  Барбора Стрицова —  Габріела Дабровскі /  Сюй Їфань, 6–3, 6–1